# 敞失
敞失（Changshi，？—1338年），察合台汗国第十九代可汗，察合台汗笃哇的孙子。1335年，他夺取了不赞的汗位。敞失反对伊斯兰教，信奉基督教。敞失重新强调察合台汗国伊犁河流域和首都阿力麻里的重要性。1338年，教皇本尼狄克十二世任命了一位驻阿力麻里的主教。加强和元朝的关系，向元顺帝进贡了170个俄罗斯囚徒。1338年，敞失被他的反对派、弟弟也孙帖木儿谋杀。